# Pococí (canton)
Pococí est un canton (deuxième échelon administratif) costaricien de la province de Limón au Costa Rica.

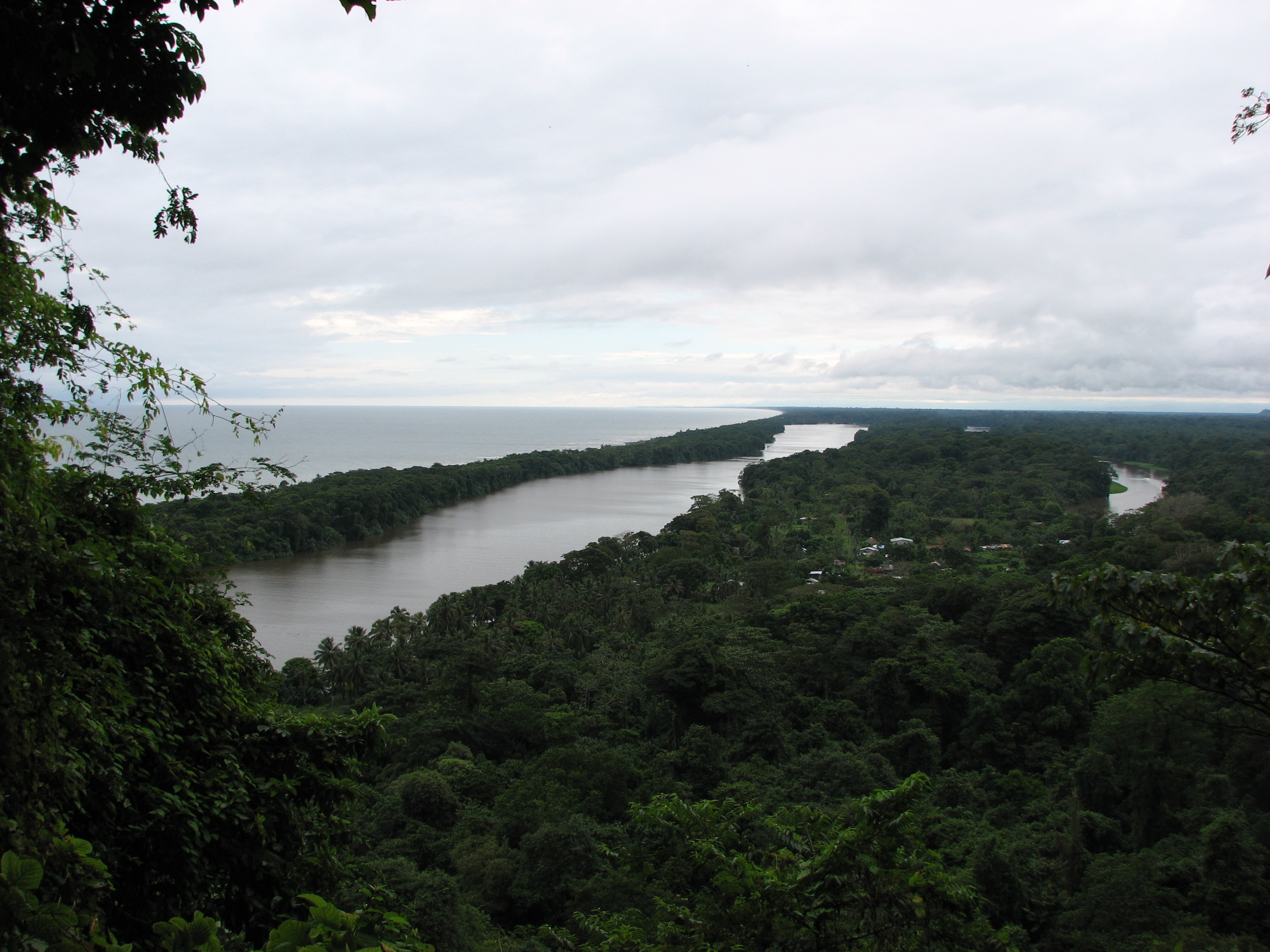
Parc national de Tortuguero, dans le district de Colorado

## Géographie

### Districts
- Guápiles
- Jiménez (en)
- Rita (en)
- Roxana (en)
- Cariari (en)
- Colorado (en)
- La Colonia (en)